# Josef Komárek (normalizační politik)
Josef Komárek (* 1940) byl český a československý politik Komunistické strany Československa a poslanec Sněmovny lidu Federálního shromáždění za normalizace.

## Biografie
K roku 1981 se profesně uvádí jako vedoucí slévárny.
Ve volbách roku 1981 zasedl do Sněmovny lidu (volební obvod č. 62 - Litoměřice, Severočeský kraj). Ve Federálním shromáždění setrval do konce funkčního období, tedy do voleb roku 1986.